# Someone Like You
„Someone Like You” – drugi singel brytyjskiej wokalistki Adele z jej drugiego albumu studyjnego zatytułowanego 21. Został wydany 24 stycznia 2011 roku, napisany jest przez wokalistkę oraz Dana Wilsona. Utwór został zainspirowany przeżyciami Adele. W wersji tekstowej piosenkarka opowiada o tym, że pogodziła się z zaistniałą sytuacją i zerwanymi więziami.
Adele zaśpiewała tę piosenkę na gali Brit Awards 2011. Po występie utwór otrzymał uznanie krytyków muzycznych i osiągnął pierwsze miejsce na listach w Wielkiej Brytanii, zajmując je najdłużej z utworów z ostatnich dziesięciu lat. Również w Irlandii utwór spędził na pierwszym miejscu sześć tygodni, co było rekordem w 2011 roku. Singel pojawił się na pierwszym miejscu także w Australii i Nowej Zelandii. W lipcu 2011 roku w Wielkiej Brytanii piosenka stała się pierwszym singlem dekady sprzedając się w milionowym nakładzie. 9 sierpnia 2011 utwór został wysłany do rozgłośni radiowych na terenie Stanów Zjednoczonych.
Tak jak poprzedni singiel („Rolling in the Deep”), „Someone Like You” dotarł do szczytu listy Billboard Hot 100. Wersja koncertowa zajęła pierwsze miejsce na Liście przebojów Trójki.
Za ten singel artystka odebrała nagrodę Grammy 2012 w kategorii Najlepsze solowe wykonanie Pop.

## Pozycja na listach
| Lista (2011–12)                          | Najwyższa pozycja |
| ---------------------------------------- | ----------------- |
| Australia (Top 50 Singles)               | 1                 |
| Austria (Ö3 Austria Top 40)              | 2                 |
| Belgia (Flandria) (Ultratop 50 Singles)  | 2                 |
| Belgia (Wallonia) (Ultratop 50 Singles)  | 1                 |
| Czechy (Singles Digital – Top 100)       | 1                 |
| Dania (Track Top-40)                     | 2                 |
| Finlandia (Top 20 Singles)               | 1                 |
| Francja (Top 200 Singles)                | 1                 |
| Niemcy (Top 100 Singles)                 | 4                 |
| Węgry (Rádiós Top 40 játszási lista)     | 5                 |
| Irlandia (Top 50 Singles)                | 1                 |
| Włochy (Top 20 Singles)                  | 1                 |
| Holandia (Dutch Top 40)                  | 3                 |
| Holandia (Single Top 100)                | 2                 |
| Kanada (Billboard Canadian Hot 100)      | 2                 |
| Nowa Zelandia (Top 40 Singles)           | 1                 |
| Norwegia (Top 20 Singles)                | 5                 |
| Polska (AirPlay – Top)                   | 1                 |
| Szkocja (Top 40 Scottish)                | 1                 |
| Słowacja (Singles Digital)               | 4                 |
| Hiszpania (Top 50 Singles)               | 4                 |
| Szwecja (Top 60 Singles)                 | 3                 |
| Szwajcaria (Singles Top 100)             | 1                 |
| Wielka Brytania (Singles Top 100)        | 1                 |
| Stany Zjednoczone (Hot 100)              | 1                 |
| Stany Zjednoczone (Pop Songs)            | 2                 |
| Stany Zjednoczone (Hot Latin Songs)      | 28                |
| Stany Zjednoczone (Hot Dance Club Songs) | 24                |
| Stany Zjednoczone (Radio Songs)          | 1                 |
| Stany Zjednoczone (Digital Songs)        | 1                 |
| Stany Zjednoczone (Adult Contemporary)   | 1                 |
| Stany Zjednoczone (Adult Top 40)         | 1                 |

## Certyfikaty i sprzedaż
| Kraj                         | Certyfikat                 | Sprzedaż   |
| ---------------------------- | -------------------------- | ---------- |
| Australia (ARIA)             | 7x platynowa płyta         | 490 000+   |
| Belgia (BEA)                 | 2x platynowa płyta         | 60 000+    |
| Brazylia (Pro-Música Brasil) | diamentowa płyta           | 250 000+   |
| Dania (IFPI Danmark)         | 3x platynowa płyta         | 270 000+   |
| Hiszpania (Promusicae)       | 3x platynowa płyta         | 180 000+   |
| Kanada (MC)                  | diamentowa płyta           | 800 000+   |
| Meksyk (AMPROFON)            | 2x platynowa + złota płyta | 150 000+   |
| Niemcy (BVMI)                | platynowa płyta            | 300 000+   |
| Norwegia (IFPI Norge)        | platynowa płyta            | 60 000+    |
| Nowa Zelandia (RMNZ)         | 3x platynowa płyta         | 45 000+    |
| Portugalia (AFP)             | platynowa płyta            | 20 000+    |
| Stany Zjednoczone (RIAA)     | 5x platynowa płyta         | 5 000 000+ |
| Wielka Brytania (BPI)        | 6x platynowa płyta         | 3 600 000+ |
| Włochy (FIMI)                | 7x platynowa płyta         | 210 000+   |